# La Chaussée (Senna Marittima)
La Chaussée è un comune francese di 476 abitanti situato nel dipartimento della Senna Marittima nella regione della Normandia.

## Società

### Evoluzione demografica
Abitanti censiti